# جاكلين سيلفا
جاكلين سيلفا هي متركمجة برازيلية، ولدت في 17 يوليو 1979 في فلوريانوبوليس في البرازيل.

## وصلات خارجية
- الموقع الرسمي
- جاكلين سيلفا على موقع الرابطة العالمية لركوب الأمواج (الإنجليزية)